# Mesacmaea
Mesacmaea is een geslacht van zeeanemonen uit de klasse van de Anthozoa (bloemdieren).

## Soorten
- Mesacmaea chloropsis (Agassiz in Verrill, 1864)
- Mesacmaea laevis (Verrill, 1864)
- Mesacmaea mitchellii (Gosse, 1853)